# Cuamba
Cuamba (già Kuamba fino al 1937 e Nova Freixo dal 1952 al 1976) è un centro abitato del Mozambico, situato nella Provincia di Niassa.

## Storia
L'insediamento venne fondato nel tardo XIX secolo dalla compagnia commerciale Niassa, tutelata dal regno portoghese, che vi stabilì un avamposto militare chiamato Kuamba. La concessione della compagnia terminò nel 1929. Nel 1937 il nome dell'insediamento venne modificato e ufficializzato in Cuamba, toponimo che mantenne fino al 1952, quando venne modificato in Nova Freixo, in riferimento alla città portoghese di Freixo de Espada à Cinta, luogo di nascita dell'amministratore coloniale, Sarmento Rodrigues (1899-1979). La città tornò alla denominazione di Cuamba nel 1976, dopo l'indipendenza dello stato africano.